# Oleksij Krutykh
Oleksij Krutykh (født 10. marts 2000 i Kyiv, Ukraine) er en professionel tennisspiller fra Ukraine.